# こだわり人物伝
こだわり人物伝（ -じんぶつでん）は、NHK教育テレビジョンとNHKワールド・プレミアムで2010年3月31日から2011年3月まで放送された教養番組である。教育テレビでは副音声解説放送および字幕放送を付加した。

## 概要
前身となる「私のこだわり人物伝」が「知るを楽しむ」の火曜日枠で2005年度から2008年度まで放送され、2009年度には「こだわり人物伝」と改題して、「知るを楽しむ」改め「知る楽」の水曜日枠で放送された。2010年度から「知る楽」の各曜日がそれぞれ独立した番組となり、水曜日はシリーズタイトルを引き継いだ。毎月1人の著名人を1人の語り手（週替わり4人の場合あり）が、4回シリーズで深く掘り下げる内容である。NHK出版よりテキスト「知楽遊学シリーズ こだわり人物伝」（隔月刊）が発行された。

## 放送日時
NHK教育
- 初回放送：水曜 22:25 - 22:50
- 再放送 ： 翌週水曜 5:35 - 6:00
デジタル教育3で翌週水曜 15:25 - 15:50に放送あり。

NHKワールド・プレミアム
- 日曜 7:10 - 7:35（JST）

## 放送内容
1. 2010年4月度「藤子・F・不二雄 ふしぎ大百科」（語り手・藤子不二雄Ⓐ、伊藤善章、藤本正子、岡田斗司夫）
2. 2010年5月度「安藤百福 遅咲きのラーメン王」（語り手・鳥越俊太郎）
3. 2010年6月度「赤塚不二夫 ただただ“愛”なのだ」 （語り手・松尾スズキ）
4. 2010年7月度「女（わたし）が愛した作家 太宰治」（語り手・角田光代、辛酸なめ子、西加奈子、田口ランディ）※知る楽 こだわり人物伝 2009年10月度の再放送
5. 2010年8月度「笑顔の冒険家 植村直己」（語り手・野口健）
6. 2010年9月度「星野道夫 生命（いのち）へのまなざし」（語り手・今森光彦、湯川豊、星野直子、池澤夏樹）※知るを楽しむ 私のこだわり人物伝 2009年3月度の再放送
7. 2010年10月度「バーンスタイン　愛弟子が語る」 （語り手・佐渡裕）
8. 2010年11月度「ショパン 魂の旋律」 （語り手・平野啓一郎）
9. 2010年12月度「遠藤周作 祈りとユーモアの作家」（語り手・三浦朱門、加賀乙彦、林真理子、瀬戸内寂聴）
10. 2011年1月度「宮沢賢治 未来圏の旅人」（語り手・山折哲雄（宗教学者）、中村桂子（生命誌研究者）、藤原真理（チェリスト）、ロジャー・パルバース（作家・劇作家・演出家））
11. 2011年2月度「升田幸三 伝説の棋士」（語り手・大崎善生（作家））
12. 2011年3月度「湯川秀樹〜物理の荒野のドリーマー〜」（語り手・益川敏英（物理学者））